# 蘇祿深海帶魚
蘇祿深海帶魚，为輻鰭魚綱鱸形目鯖亞目带鱼科的其中一種。分布於西太平洋區的蘇祿海海域，棲息深度在水深200至500公尺，本魚體銀色，顎與鰓蓋黑色，背鰭硬棘36至39枚；背鰭軟條92至99枚；臀鰭硬棘2枚；臀鰭軟條86至92枚；脊椎骨133至137個，體長可達18公分，屬肉食性。

## 扩展阅读
維基物種上的相關：蘇祿深海帶魚